# Бои за Гудермес (декабрь 1995)
Бои за Гудермес (декабрь 1995) — эпизод Первой чеченской войны, по итогам которого российские вооружённые силы вернули контроль над Гудермесом. Характеризуется большими потерями среди гражданского населения и взаимными обвинениями в геноциде.

## Предыстория сражения
30 июля 1995 года между РФ и ЧРИ был заключён договор о прекращении огня, но в декабре чеченские боевики заявили о независимости региона в попытке саботировать выборы, по их словам, сфальсифицированные федеральными властями. В начале декабря они захватили здания администрации. Эти действия означали возврат к горячей фазе конфликта.
Накануне руководство ВС РФ объявило о начале операции по взятию города, находившегося с 14 декабря под контролем чеченских боевиков. Согласно ТАСС, российское командование откладывало наступление, чтобы гражданские успели покинуть город.

## Ход боев
14 декабря вспыхнули ожесточённые бои. На въезде в город была разгромлена колонна ВВ МВД РФ, потерявшая 37 солдат убитыми и пропавшими без вести. Российскими войсками были применены артиллерия и бомбардировки с воздуха, которые разрушили большую часть города. 19 декабря начался наземный штурм города. Наиболее интенсивные бои велись возле железнодорожной станции и местного военного штаба, где 150 российских военнослужащих попали в окружение 600 бойцов ЧРИ. К 23 декабря подразделения ЧРИ отступили по приказу Аслана Масхадова и ВС РФ установили контроль над городом.

## Потери
По официальным данным потери российской стороны, в результате боёв составили более 100 человек убитыми. Также были уничтожены не менее одного грузовика «Урал» и не менее 2 бронетранспортёров. По сообщениям очевидцев, бежавших из города, число погибших мирных жителей исчисляется сотнями. По заявлениям местных пророссийских властей, реальные потери среди гражданского населения гораздо ниже.
Некоторые из покинувших город жителей обвиняли повстанцев в мародёрстве. Многие опрошенные беженцы утверждали, что ВС РФ вели неизбирательные обстрелы районов, где не было боёв. 43-летний Бухари Мусханов, укрывавшийся со своей семьёй в подвале(его слова ничем не подтверждены):
Российская артиллерия стреляла с холма около телевышки, обстреливая каждую улицу. Через два дня мои дети заболели и не переставали кашлять, но каждый раз, когда мы пытались покинуть город, стрельба становилась всё интенсивнее.Los Angeles Times

## Оценки
Министр внутренних дел РФ Анатолий Куликов назвал действия ВС ЧРИ геноцидом и заявил, что они готовы пожертвовать последним чеченцем. Пророссийский глава региона Доку Завгаев оправдал действия федералов и заявил, что Чечня не может превратиться в очередной Афганистан. По его мнению, исход спровоцировали бойцы ЧРИ, которые укрепились в госпитале, сделав его военной мишенью.